# Lärbro
Lärbro – miejscowość (tätort) w Szwecji, w regionie administracyjnym (län) Gotland, w gminie Gotland.
Według danych Szwedzkiego Urzędu Statystycznego liczba ludności wyniosła: 423 (31 grudnia 2015), 424 (31 grudnia 2018) i 439 (31 grudnia 2019).